# سردکننده

سردکننده

سردکننده(به انگلیسی: Coolant) به سیالی گفته می‌شود که در یک فرایند صنعتی جهت دور کردن حرارت تولید شده در فرایند و کنترل دما استفاده می‌شود. سردکننده ایده‌آل باید ظرفیت گرمایی بالا، گِرانرَوی کم، خورندگی کم و قیمت پایین داشته باشد.